# Evangelischer Buchpreis
Der Evangelische Buchpreis ist ein Literaturpreis, mit dem jährlich wechselnd Romane, Sachbücher, Biographien, Jugendbücher oder Lyrikbände ausgezeichnet werden. Seit 2011 ist die Ausschreibung nicht mehr genregebunden; das ausgezeichnete Werk wird aber weiterhin genrebezogen angegeben. Der Preis wird seit 1979 vom Deutschen Verband Evangelischer Büchereien vergeben.
Mit diesem Preis, der ausschließlich auf Vorschlägen von Lesern beruht, werden Bücher ausgezeichnet, „für die Christen sich einsetzen können“. Der Leserpreis ist, mit Unterstützung der Evangelischen Kreditgenossenschaft, mit 5000 Euro dotiert (Stand 2022).

## Preisträger
- 1979: Sachbuch: Hildegund Fischle-Carl für Sich selbst begreifen
- 1980: Roman: Rudolf Otto Wiemer für Mahnke
- 1981: Biographie: Hiltgunt Zassenhaus für Ein Baum blüht im November
- 1982: Lyrik: Kurt Marti für abendland
- 1983: Roman: Ingeborg Drewitz für Gestern war heute
- 1984: Sachbuch: Erika Schuchardt für Warum gerade ich…?
- 1985: Biographie: Heinrich Albertz für Blumen für Stukenbrock
- 1986: Lyrik: Rose Ausländer für Mein Atem heißt jetzt
- 1987: Roman: Hans Bemmann für Stein und Flöte und das ist noch nicht alles
- 1988: Sachbuch: Carl Friedrich von Weizsäcker für Die Zeit drängt
- 1989: Biographie: Sigrid Damm für Cornelia Goethe
- 1990: Lyrik: Wulf Kirsten für Die Erde bei Meißen
- 1991: Roman: Erich Hackl für Abschied von Sidonie
- 1992: Sachbuch: Paul Geiersbach für Warten bis die Züge wieder fahren
- 1993: Biographie: Renate Wind für Dem Rad in die Speichen fallen
- 1994: Lyrik: Eva Zeller für Ein Stein aus Davids Hirtentasche
- 1995: Roman: Monika Maron für Stille Zeile Sechs
- 1996: Sachbuch: Michael Bode und Christian Wolf für Still-Leben mit Vater
- 1997: Biographie: Sumaya Farhat-Naser für Thymian und Steine
- 1998: Jugendbuch: Klaus Kordon für Der erste Frühling
- 1999: Lyrik: Ludwig Steinherr für Erste Blicke, letzte Blicke
- 2000: Roman: Bernhard Schlink für Der Vorleser
- 2001: Biographie: Alois Prinz für Beruf Philosophin oder die Liebe zur Welt
- 2002: Kinderbuch: Cornelia Funke für Herr der Diebe
- 2003: Roman: Ralf Rothmann für Milch und Kohle
- 2004: Jugendbuch: Helene Kynast für Sunshine
- 2005: Erzählung: Sabine Peters für Abschied
- 2006: Kinderbuch: Kirsten Boie für Die Medlevinger
- 2007: Roman: Jens Petersen für Die Haushälterin
- 2008: Jugendbuch: Iva Procházková für Wir treffen uns, wenn alle weg sind
- 2009: Roman: Friedrich Christian Delius für Bildnis der Mutter als junge Frau
- 2010: Jugendbuch: Marlene Röder für Zebraland
- 2011: Ausschreibung nicht genregebunden: Michael Kleeberg für Das amerikanische Hospital
- 2012: Ausschreibung nicht genregebunden: Katja Thimm für Vatertage – eine deutsche Geschichte
- 2013: Ausschreibung nicht genregebunden: Jenny Erpenbeck für Aller Tage Abend
- 2014: Jugendbuch: Sarah Michaela Orlovský für Tomaten mögen keinen Regen
- 2015: Roman: Nina Jäckle für Der lange Atem
- 2016: Bilderbuch: Helga Bansch für Die Rabenrosa
- 2017: Sachbuch: Jörn Klare für Nach Hause gehen
- 2018: Belletristik: Susann Pásztor für Und dann steht einer auf und öffnet das Fenster
- 2019: Sachbuch: Nora Krug für Heimat. Ein deutsches Familienalbum
- 2020: Roman: Norbert Scheuer für Winterbienen[1]
- 2021: Roman: Iris Wolff für Die Unschärfe der Welt
- 2022: Jugendbuch: Nikola Huppertz für Schön wie die Acht
- 2023: Roman: Abbas Khider für Der Erinnerungsfälscher
- 2024: Roman : Milena Michiko Flašar für Oben Erde, unten Himmel[2]